# Como Lake
Como Lake är en sjö i Kanada.   Den ligger i provinsen British Columbia, i den södra delen av landet, 3 500 km väster om huvudstaden Ottawa. Como Lake ligger 145 meter över havet.
I omgivningarna runt Como Lake växer i huvudsak barrskog. Runt Como Lake är det tätbefolkat, med 947 invånare per kvadratkilometer.